# Ringer-Weltmeisterschaften 1922
Die Ringer-Weltmeisterschaften 1922 fanden vom 8. bis zum 11. März 1922 in Stockholm statt. Die Ringer wurden in sechs Gewichtsklassen unterteilt. Gerungen wurde im damals üblichen griechisch-römischen Stil.

## Medaillengewinner
| Klasse   | Gold              | Silber          | Bronze             |
| -------- | ----------------- | --------------- | ------------------ |
| -58 kg   | Fritjof Svensson  | Eduard Pütsep   | Kaarlo Mäkinen     |
| -62 kg   | Kalle Anttila     | Martin Egeberg  | Otto Boesen        |
| -67,5 kg | Edvard Vesterlund | Ödön Radvány    | Birger Nielsen     |
| -75 kg   | Carl Westergren   | Einar Petersen  | Charles Frisenfelt |
| -82,5 kg | Edil Rosenqvist   | Rudolf Svensson | Svend Nielsen      |
| +82,5 kg | Ernst Nilsson     | Anders Ahlgren  | Toivo Pohlaja      |

## Medaillenspiegel
| Rang | Land     | Gold | Silber | Bronze |
| ---- | -------- | ---- | ------ | ------ |
| 1    | Schweden | 3    | 2      | 0      |
| 2    | Finnland | 3    | 0      | 2      |
| 3    | Norwegen | 0    | 2      | 1      |
| 4    | Estland  | 0    | 1      | 0      |
|      | Ungarn   | 0    | 1      | 0      |
| 6    | Dänemark | 0    | 0      | 3      |